# Вильгельм III Женевский

Графство Женева на карте Верхней Бургундии

Гильом III ((фр. Guillaume III de Genève; около 1286 — 1320) — граф Женевы с 1308.
Сын Амадея II Женевского и Агнес де Сален, дочери Жана I Мудрого, сеньора де Сален.
Дата рождения не известна, приблизительно – 1290 год (в 1306 году, когда составлялось завещание отца, был несовершеннолетним).
В 1291 году помолвлен с Беатрисой, дочерью графа Савойи Амадея V, но та вскоре умерла, и он женился на её сестре Агнессе, брачный контракт заключен 31 августа 1297 года. Граф Савойи дал за дочерью приданое — 10 тысяч турских ливров и замок Ла Корбьер. Агнесса, как и её супруг, в то время была ещё ребёнком (родилась 1285/1293).
Амадей II умер 22 мая 1308 года, и Гильом III стал графом Женевы. Его братья Амадей и Гуго получили сеньории Варе, Морне, Рюмийли и Корнийон без права их продажи на сторону. В завещании, составленном в 1311 году, Гильом III завещал Гуго сеньории Крюсейль и Отрив. Другой его брат, Амадей, выбрал духовную карьеру, с 1321 года — епископ Туля.
В период своего правления Гильом III поддерживал хорошие отношения с соседями и не участвовал в феодальных войнах.
В браке с Агнессой Савойской у него родились дети:
- Амадей (1311—1367), граф Женевы
- Маргарита.

У Гильома III был внебрачный сын от Эмеральды де Ла Фрасс, дамы де Монжуа — Пьер Женевский (ум. 1374). Он стал родоначальником дворянских линий Женев-Люллен и Женев-Боренж.